# Wielki Mur Gorgański

Wielki Mur Gorgański i rzeka Gorganrud

Wielki Mur Gorgański – budowla obronna w północno-wschodnim Iranie o długości do 200 km. Drugi co do długości mur obronny na świecie, po Wielkim Murze Chińskim. Wznosi się od wybrzeża Morza Kaspijskiego, omija od północy miasto Gonbad-e Kawus, po czym ciągnie się na północny zachód i kończy w górach Pishkamar.

## Historia
Mur powstał w czasach istnienia państwa Partów (247 p.n.e. – 224 n.e.). Jego celem było powstrzymywanie najazdów stepowych koczowników z Azji Środkowej. Używany był jednak także w odrodzonym imperium perskim pod rządami dynastii Sasanidów. Wzniesiony z cegieł miał 6-10 metrów szerokości. Był wzmocniony fortami na planie kwadratu, odległymi od siebie od 10 do 50 km. Do dziś znana jest lokalizacja 16 z nich.
Został odkryty w latach 70. XX wieku przez archeologów irańskich i brytyjskich. Ze względu na budowę zapory wodnej Golestan archeologowie mieli ponownie okazję przebadać resztki muru w 1999 roku. W miejscu przecięcia kanału irygacyjnego prowadzonego od zapory i muru odsłonięto jego fragmenty.
Czasami błędnie zwany po arabsku: باب الابواب, – Sadd-i-Iskandar, tj. zapora Aleksandra Wielkiego. W innych tekstach historycznych określany był także jako: zapora Anushirvân, zapora Firuz oraz Qazal Al'an.